# متلازمة ما بعد التجلط
متلازمة ما بعد التجلط، أو متلازمة مابعد الخثار، (بالإنجليزية: Post-thrombotic syndrome)‏ هي حالة طبية قد تحدث كمضاعفات طويلة الأجل للجلطة الوريدية العميقة (DVT).

## الأعراض والعلامات
قد تشمل علامات وأعراض المرض في الساق: 
ألم (ألم أو تشنجات)
ثقل
حكة أو وخز
تورم
دوالي الأوردة
تلون الجلد البني أو المحمر
قرحة
هذه العلامات والأعراض قد تختلف بين المرضى وعلى مر الزمن، عادة ما تكون هذه الأعراض أسوأ بعد المشي أو الوقوف لفترات طويلة من الزمن وتتحسن مع الراحة أو رفع الساق. تخفض الحالة جودة حياة الشخص بعد الإصابة بجلطات الأوردة العميقة، خاصة فيما يتعلق بالأعراض الجسدية والنفسية تقييدالأنشطة اليومية. 

## الأسباب
على الرغم من الأبحاث الجارية، فإن لسبب ليس واضحًا تمامًا. يُعتقد أن الالتهاب يلعب دورًا  بالإضافة إلى تلف الصمامات الوريدية من الجلطة نفسها. هذا الضعف الصمامي جنبا إلى جنب مع استمرار الانسداد الوريدي من الجلطة يزيد من الضغط في الأوردة والشعيرات الدموية. ارتفاع ضغط الدم الوريدي يؤدي إلى تمزق في الأوردة السطحية الصغيرة، ونزيف تحت الجلد  وزيادة في نفاذية الأنسجة. ويتجلى ذلك في الألم، والتورم، وتغير اللون، وحتى تقرح. 
عوامل الخطر
العوامل التالية تزيد من نسبة حدوث المرض: 
العمر> 65
داء الأوردة العميقة
تجلط ثاني في الأوردة العميقة (DVT) في نفس الساق
استمرار أعراض جلطة الأوردة العميقة شهر بعد التشخيص
بدانة
سيطرة غير كافية على منع تخثر الدم (أي جرعة منخفضة للغاية) خلال أول 3 أشهر من العلاج

## التشخيص
عندما يعثر الأطباء على الإصابة بتجلط الأوردة العميقة في التاريخ السريري لمرضاهم، فإن متلازمة ما بعد الصدمة تكون ممكنة إذا كان لدى المرضى أعراض موحية. يجب إجراء التصوير بالأمواج فوق الصوتية لتجلط وريدي عميق لتقييم الوضع: درجة الانسداد عن طريق الجلطات، وموقع هذه الجلطات، والكشف عن القصور الوريدي العميق أو السطحي.  يجب تأجيل تشخيص المرض لمدة 3 إلى 6 أشهر بعد تشخيص الإصابة بتجلط الأوردة العميقة وبالتالي يمكن إجراء تشخيص مناسب. 

## الوقاية
تبدأ الوقاية من متلازمة ما بعد التجلط بالوقاية من الإصابة بجلطات الاوردة العميقة الأولية والمتكررة. بالنسبة للأشخاص الذين يدخلون المستشفى لخطر الإصابة بتجلط الأوردة العميقة، قد تشمل طرق الوقاية استخدام جوارب الضغط أو أجهزة التحفيز الكهربائي، أو الأدوية المضادة للتخثر. 
على نحو متزايد، تم استخدام القسطرة لإذابة الجلطات الدموية. هذا هو الإجراء الذي يقوم فيه الأشعة التداخلية بتفتيت الجلطة باستخدام مجموعة متنوعة من الطرق.
بالنسبة للأشخاص الذين تعرضوا لجلطة الأوردة العميقة ولو لمرة واحدة، فإن أفضل طريقة لمنع الإصابة بجلطات الأوردة العميقة الثانية هي العلاج المناسب لمنع تخثر الدم. 
نهج الوقاية الثاني قد يكون فقدان الوزن لأولئك الذين يعانون من زيادة الوزن أو السمنة. يمكن زيادة الوزن وضع المزيد من الضغط والضغط على أوردة الساق، ويمكن أن يعرض المرضى لتطوير المرض. 

## العلاج
تشمل خيارات العلاج الرفع السليم للساق، وعلاج بالضغط بالجوارب المرنة، أو أجهزة التحفيز الكهربائي، العلاج الدوائي (البنتوكسيفيلين)، العلاجات العشبية (مثل كستناء الحصان )، ورعاية قرح الساقين. 
فوائد ضمادات الضغط غير واضحة. قد تكون فائدتها علاج التورم. 

### الأطراف العلوية
قد يصاب المرضى الذين يعانون من تجلط الأوردة العميقة في الأطراف العلوية بمتلازمة ما بعد الجلطة بالطرف العلوي، ولكن الحدوث يكون أقل من ذلك في الأطراف السفلية (15-25٪).  لا توجد طرق للعلاج أو الوقاية، ولكن المرضى الذين يعانون من متلازمة ما بعد التجلط في الأطراف العلوية قد يرتدون كما ضاغطًا للأعراض المستمرة. 

## التأثير الاجتماعي والاقتصادي
يضيف علاج متلازمة ما بعدالتجلط زيادة كبيرة في تكلفة علاج تجلط الأوردة العميقة. وقد قدرت تكلفة الرعاية الصحية السنوية لمرضي متلازمة ما بعد التجلط في الولايات المتحدة بمبلغ 200 مليون دولار، مع تكاليف أعلى من 3800 دولار لكل مريض في السنة الأولى وحدها، وتزيد بزيادة شدة المرض.  كما تؤدي هذه المتلازمة إلى نقص إنتاجية الفرد: فالأشخاص الذين يعانون من التقرحات الوريدية يخسرون ما يصل إلى يومي عمل في السنة. 